# Vilhelm Lund
Vilhelm Lund, född 7 april 1900 i Kristiania (nuvarande Oslo), död där 7 januari 1982, var en norsk skådespelare.
Lund filmdebuterade 1926 i Rasmus Breisteins Brudefärden i Hardanger. Han framträdde sporadiskt i film och TV fram till 1980 och gjorde sammanlagt 12 roller. Han var också teaterskådespelare vid Nationalteatret och Det norske teatret.

## Filmografi (urval)
- 1926 – Brudefärden i Hardanger
- 1932 – Skjærgårdsflirt
- 1946 – Jag var fånge på Grini
- 1946 – Englandsfarare